# Felix Kroos
Felix Kroos (Greifswald, 12 marzo 1991) è un ex calciatore tedesco, di ruolo centrocampista.

## Biografia
Felix è il fratello minore di Toni, anche lui ex calciatore.

## Carriera

### Club
Ha iniziato a giocare a calcio nella squadra della sua città, il Greifswalder SC, per poi passare nell'estate del 2002 all'Hansa Rostock. Fa il suo debutto il 28 gennaio 2009 nella partita di Coppa di Germania contro il Wolfsburg, sostituito al 69º minuto dal compagno Sebastian Svärd.
Il 15 giugno 2010 ha firmato un contratto di 3 anni con il Werder Brema. Punto fermo del Werder Brema II conta anche varie presenze con la prima squadra, con cui ha inoltre esordito nella Champions League 2010-2011 dal primo minuto nella partita Tottenham-Werder Brema, vinta per tre reti a zero in favore degli inglesi.
Successivamente nel 2016 viene ceduto in prestito con diritto di riscatto alla Union Berlino.

### Nazionale
Dopo varie apparizioni nelle Under 20, viene convocato per la prima volta con la Germania U21 dal tecnico Rainer Adrion per giocare la partita amichevole contro la Grecia U21.

## Statistiche

### Presenze e reti nei club
Statistiche aggiornate al termine della carriera.
| Stagione                | Squadra                 | Campionato              | Campionato | Campionato | Coppe nazionali | Coppe nazionali | Coppe nazionali | Coppe continentali | Coppe continentali | Coppe continentali | Altre coppe | Altre coppe | Altre coppe | Totale | Totale |
| Stagione                | Squadra                 | Comp                    | Pres       | Reti       | Comp            | Pres            | Reti            | Comp               | Pres               | Reti               | Comp        | Pres        | Reti        | Pres   | Reti   |
| ----------------------- | ----------------------- | ----------------------- | ---------- | ---------- | --------------- | --------------- | --------------- | ------------------ | ------------------ | ------------------ | ----------- | ----------- | ----------- | ------ | ------ |
| 2008-2009               | Hansa Rostock II        | RL                      | 8          | 1          | -               | -               | -               | -                  | -                  | -                  | -           | -           | -           | 8      | 1      |
| 2009-2010               | Hansa Rostock II        | RL                      | 18         | 3          | -               | -               | -               | -                  | -                  | -                  | -           | -           | -           | 18     | 3      |
| Totale Hansa Rostock II | Totale Hansa Rostock II | Totale Hansa Rostock II | 26         | 4          |                 | -               | -               |                    | -                  | -                  |             | -           | -           | 26     | 4      |
| 2008-2009               | Hansa Rostock           | 2L                      | 16         | 0          | CG              | 1               | 0               | -                  | -                  | -                  | -           | -           | -           | 17     | 0      |
| 2009-2010               | Hansa Rostock           | 2L                      | 11+1       | 0          | CG              | 0               | 0               | -                  | -                  | -                  | -           | -           | -           | 12     | 0      |
| Totale Hansa Rostock    | Totale Hansa Rostock    | Totale Hansa Rostock    | 27+1       | 0          |                 | 1               | 0               |                    | -                  | -                  |             | -           | -           | 29     | 0      |
| 2010-2011               | Werder Brema II         | 3L                      | 21         | 6          | -               | -               | -               | -                  | -                  | -                  | -           | -           | -           | 21     | 6      |
| 2011-2012               | Werder Brema II         | 3L                      | 25         | 4          | -               | -               | -               | -                  | -                  | -                  | -           | -           | -           | 25     | 4      |
| 2012-2013               | Werder Brema II         | RL                      | 21         | 1          | -               | -               | -               | -                  | -                  | -                  | -           | -           | -           | 21     | 1      |
| Totale Werder Brema II  | Totale Werder Brema II  | Totale Werder Brema II  | 67         | 11         |                 | -               | -               |                    | -                  | -                  |             | -           | -           | 67     | 11     |
| 2010-2011               | Werder Brema            | BL                      | 5          | 0          | CG              | 0               | 0               | UCL                | 1                  | 0                  | -           | -           | -           | 6      | 0      |
| 2011-2012               | Werder Brema            | BL                      | 1          | 0          | CG              | 0               | 0               | -                  | -                  | -                  | -           | -           | -           | 1      | 0      |
| 2012-2013               | Werder Brema            | BL                      | 5          | 0          | CG              | 0               | 0               | -                  | -                  | -                  | -           | -           | -           | 5      | 0      |
| 2013-2014               | Werder Brema            | BL                      | 20         | 1          | CG              | 0               | 0               | -                  | -                  | -                  | -           | -           | -           | 20     | 1      |
| 2014-2015               | Werder Brema            | BL                      | 26         | 0          | CG              | 3               | 0               | -                  | -                  | -                  | -           | -           | -           | 29     | 0      |
| 2015-gen. 2016          | Werder Brema            | BL                      | 8          | 0          | CG              | 1               | 0               | -                  | -                  | -                  | -           | -           | -           | 9      | 0      |
| Totale Werder Brema     | Totale Werder Brema     | Totale Werder Brema     | 65         | 1          |                 | 4               | 0               |                    | 1                  | 0                  |             | -           | -           | 70     | 1      |
| gen.-giu. 2016          | Union Berlino           | 2L                      | 12         | 2          | CG              | -               | -               | -                  | -                  | -                  | -           | -           | -           | 12     | 2      |
| 2016-2017               | Union Berlino           | 2L                      | 29         | 2          | CG              | 2               | 0               | -                  | -                  | -                  | -           | -           | -           | 31     | 2      |
| 2017-2018               | Union Berlino           | 2L                      | 29         | 1          | CG              | 1               | 0               | -                  | -                  | -                  | -           | -           | -           | 30     | 1      |
| 2018-2019               | Union Berlino           | 2L                      | 25+1       | 2+0        | CG              | 1               | 1               | -                  | -                  | -                  | -           | -           | -           | 27     | 3      |
| 2019-2020               | Union Berlino           | BL                      | 15         | 0          | CG              | 1               | 0               | -                  | -                  | -                  | -           | -           | -           | 16     | 0      |
| Totale Werder Brema     | Totale Werder Brema     | Totale Werder Brema     | 110+1      | 7+0        |                 | 5               | 1               |                    | -                  | -                  |             | -           | -           | 116    | 8      |
| 2020-2021               | Eintracht Braunschweig  | 2L                      | 32         | 2          | CG              | 1               | 0               | -                  | -                  | -                  | -           | -           | -           | 33     | 2      |
| Totale carriera         | Totale carriera         | Totale carriera         | 329        | 25         |                 | 11              | 1               |                    | 1                  | 0                  |             | -           | -           | 341    | 26     |